# Cerithiella danielsseni
Cerithiella danielsseni là một loài ốc biển rất nhỏ, là động vật thân mềm chân bụng sống ở biển trong họ Cerithiopsidae. Nó được Friele, mô tả năm 1877.